# Desmagnetización
La desmagnetización es el proceso de disminuir o eliminar el campo magnético permanente. La medida del campo magnético lleva el nombre del  gauss, la unidad de magnetismo que recibió este nombre en honor del matemático y físico alemán Carl Friedrich Gauss. Debido a la histéresis magnética, tendencia de un material a conservar una de sus propiedades, en ausencia del estímulo que la ha generado, generalmente no es posible reducir un campo magnético completamente a cero por lo que la desmagnetización generalmente induce un «campo conocido» muy pequeño denominado sesgo. La desmagnetización se aplicó originalmente para reducir las marcas magnéticas de los barcos durante la Segunda Guerra Mundial. La desmagnetización también se utiliza para reducir los campos magnéticos en los monitores de  tubos de rayos catódicos y para destruir los datos almacenados en cualquier soporte magnético.

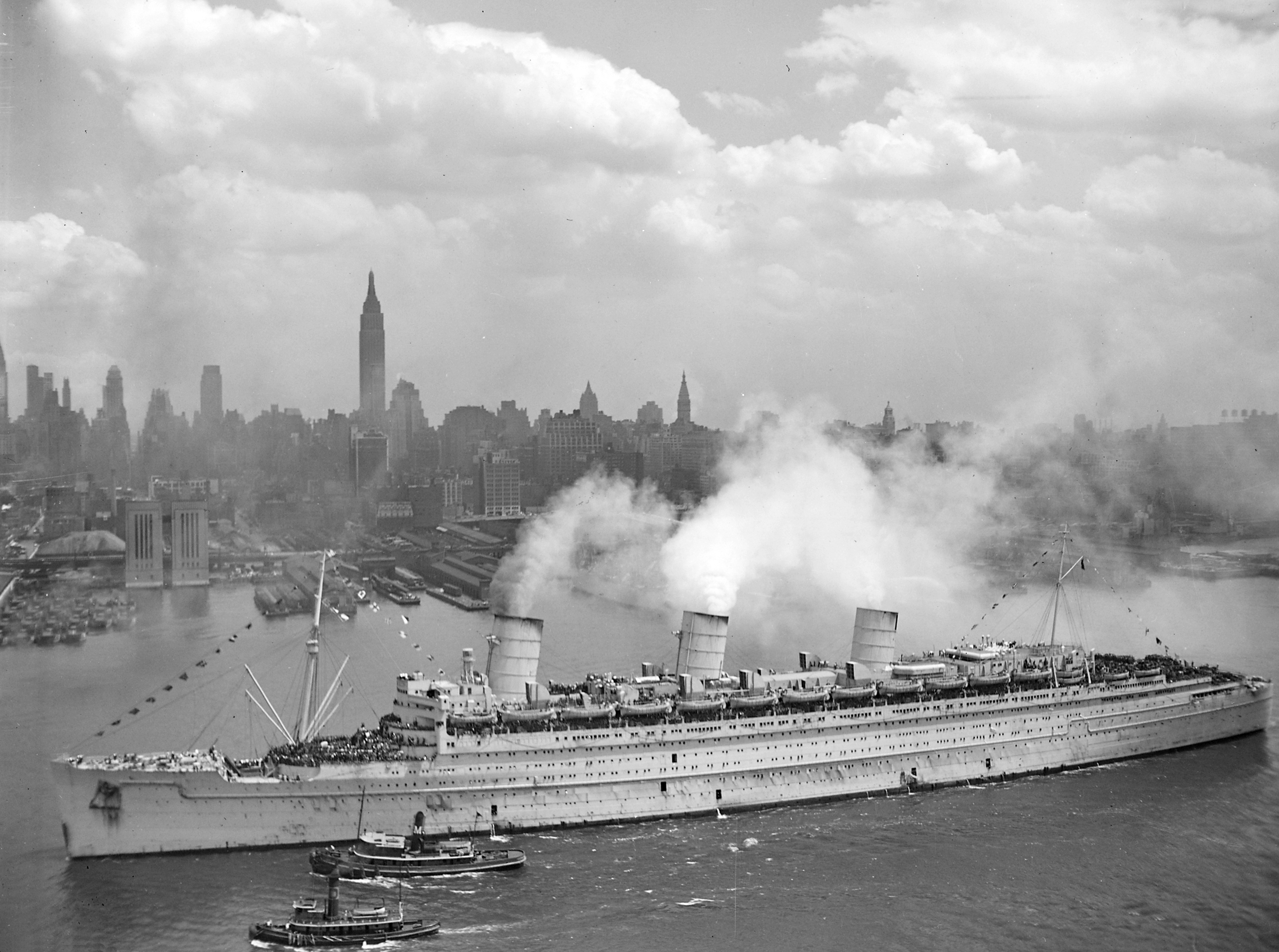
El RMS Queen Mary llegó al puerto de Nueva York, el 20 de junio de 1945, con miles de soldados de EE. UU. Observe la prominente bobina desmagnetizante que rodea el casco exterior

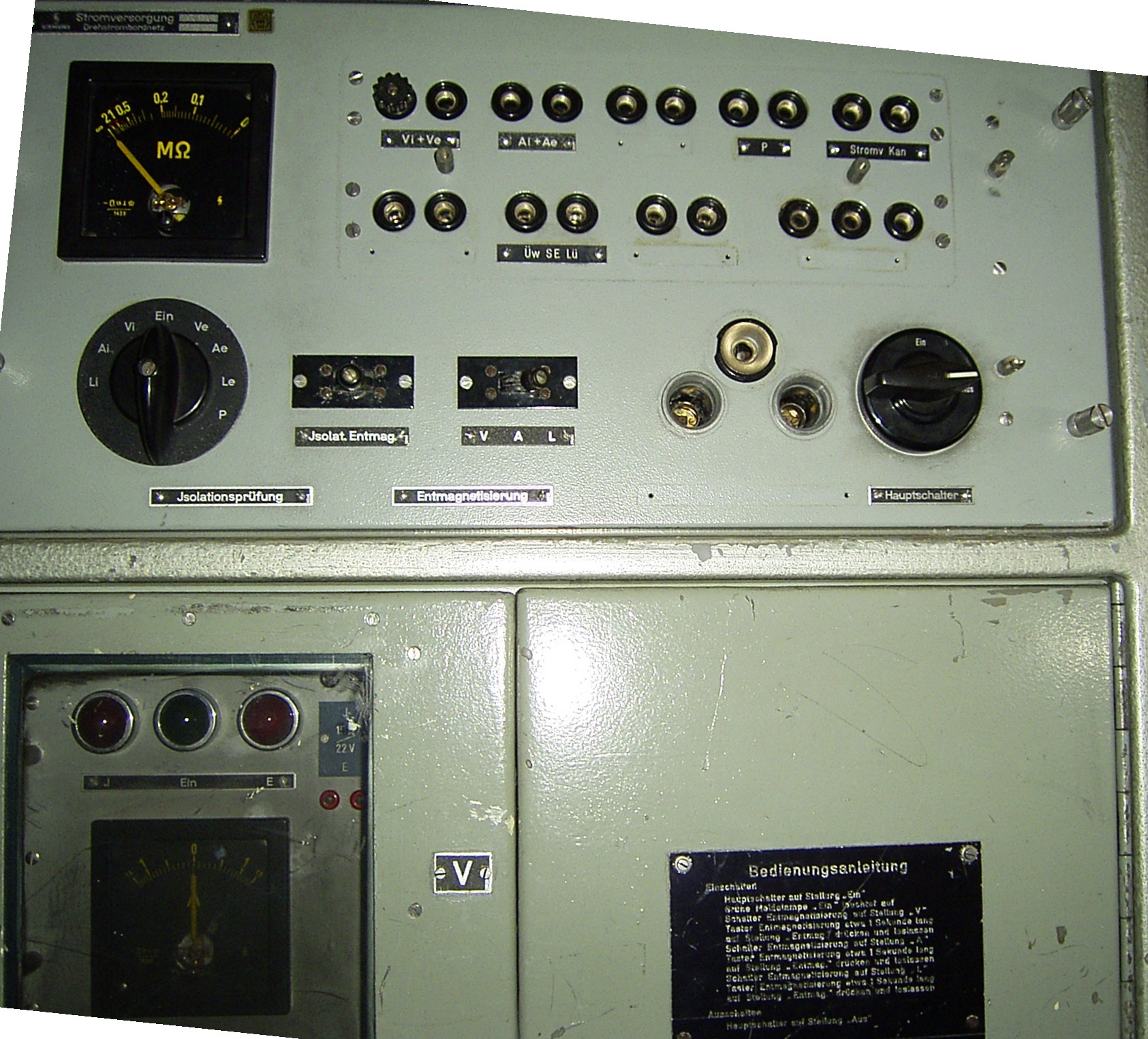
Panel de control del dispositivo MES —Magnetischer Eigenschutz— alemán de autoprotección magnética en un submarino alemán

## Cascos de buques
El término fue utilizado por primera vez por el entonces comandante Charles F. Goodeve, de la  RCNVR, durante la Segunda Guerra Mundial mientras intentaba contrarrestar las minas navales magnéticas alemanas que causaban grandes estragos en la flota británica. Las minas detectaban el aumento en el campo magnético cuando en el acero de una nave concentraba un campo magnético terrestre sobre él. Los científicos del Almirantazgo, incluido Goodeve, desarrollaron una serie de sistemas para inducir un pequeño campo «N-pole up» en el barco para compensar este efecto, lo que significaba que el campo neto era el mismo que el del fondo. Como los alemanes utilizaron el gauss como la unidad de la fuerza del campo magnético en los disparadores de sus minas, si bien no era aún una medida estándar, Goodeve se refirió a los diversos procesos para contrarrestar las minas como «degaussing». Este término se convirtió en una palabra común. El proceso de «degaussing» se conoce en español como «desmagnetización». 
El método original de desmagnetización era instalar  bobinas electromagnéticas en las naves, conocido simplemente como bobinado. Además de poder desviar el barco continuamente, el enrollamiento también permitió que el campo de polarización se invirtiera en el hemisferio sur, donde las minas se configuraron para detectar campos de «polo S hacia abajo». Los barcos británicos, especialmente los cruceros y acorazados, estaban bien protegidos en 1943.
Sin embargo, la instalación de dicho equipo especial era demasiado costosa y difícil de reparar para todos los barcos que lo necesitarían por lo que la marina desarrolló una alternativa llamada «limpieza», que Goodeve también ideó, y que ahora también se llama deperming. Este procedimiento consistía simplemente en arrastrar un cable eléctrico de gran longitud a lo largo del costado de la nave con una intensidad de aproximadamente 2000 amperios fluyendo a través de él. Esto indujo en el barco el campo magnético apropiado en forma de un ligero sesgo. Originalmente se pensó que el ruido del mar y los motores de la nave aleatorizarían lentamente este campo, pero en las pruebas se descubrió que esto no era un problema real. Más adelante se descubrió un problema más serio: cuando una nave viaja a través del campo magnético de la Tierra, recogerá lentamente ese campo, contrarrestando los efectos de la desmagnetización. A partir de ese momento, los capitanes recibieron instrucciones de cambiar de dirección con la mayor frecuencia posible para evitar este problema. Sin embargo, el sesgo desapareció con el tiempo y los barcos tuvieron que desmagnetizarse según un programa definido para cada uno de ellos. Las naves más pequeñas continuaron usando la limpieza durante la guerra.
Para ayudar a la evacuación de Dunkerque, los británicos «borraron» los rastros magnéticos de 400 barcos en cuatro días.
Durante la Segunda Guerra Mundial, la Armada de los Estados Unidos encargó a una clase especializada de naves desmagnetizantes que fueran capaces de realizar esta función. Uno de ellos, el USS Deperm (ADG-10), fue nombrado después del superar el procedimiento establecido.
Después de la guerra, las capacidades de las espoletas magnéticas se mejoraron en gran medida al no detectar el campo en sí, sino los cambios en él. Esto significaba que una nave desmagnetizada con un «punto caliente» magnético activaría la mina. Además, también se midió la orientación precisa del campo, algo que un campo de sesgo simple no se pudo eliminar, al menos en todos los puntos del barco. Se introdujeron una serie de bobinas cada vez más complejas para compensar estos efectos, con sistemas modernos que incluyen no menos de tres conjuntos separados de bobinas para reducir el campo en todos los ejes espaciales. 
La inmunización magnética, también conocida como desmagnetización, es una técnica utilizada para neutralizar o reducir los campos magnéticos residuales en objetos o equipos, como barcos y submarinos. Este proceso es crucial en operaciones marítimas y navales, donde la reducción de las firmas magnéticas puede disminuir el riesgo de detección por sensores magnéticos, como las minas submarinas. Los sistemas avanzados de desmagnetización están diseñados para mejorar la seguridad de los buques y reducir eficazmente los riesgos de detección.

## Superconductividad a altas temperaturas
La Armada de los Estados Unidos probó en abril de 2009 un prototipo de su sistema de bobina de  superconducción de alta temperatura , denominado Degaussing HTS. El sistema funciona envolviendo la embarcación con cables de cerámica superconductores cuyo propósito era neutralizar el distintivo magnético de la nave, como en los sistemas de cobre heredados. La principal ventaja del sistema HTS Degaussing Coil es que tiene un peso muy reducido, a veces hasta en un 80%, y una mayor eficiencia.
Un barco o submarino con casco de metal, por su propia naturaleza, desarrolla una «firma magnética» a medida que viaja, debido a una interacción magneto-mecánica con el campo magnético de la Tierra. También recoge la orientación magnética del campo magnético de la tierra donde se construye. Esta firma puede ser explotada por minas magnéticas o facilitar la detección de un submarino por barcos o aeronaves con equipos de  detección de anomalías magnéticas (MAD). Las armadas utilizan el procedimiento de deperming, junto con la desmagnetización, como una contramedida.
Las instalaciones deperming especializados como las de la Marina de los Estados Unidos, la Lambert's Point Deperming Station en la Estación Naval de Norfolk, o la Pacific Fleet Submarine Drive-In Magnetic Silencing Facility (MSF) en la Base Conjunta Pearl Harbor-Hickam, se utilizan para realizar el procedimiento. Durante un tratamiento magnético de envoltura cerrada, los cables de cobre de gran calibre rodean el casco y la  superestructura de la embarcación, y las altas corrientes eléctricas de hasta 4000 amperios se pulsan a través de los cables. Esto tiene el efecto de «restablecer» la firma magnética de la nave al nivel ambiental después de destellar su casco con electricidad. También es posible asignar una firma específica que se adapte mejor al área particular del mundo en que operará el barco. En las instalaciones de «silenciamiento magnético», todos los cables se cuelgan de arriba abajo y en los lados, o se ocultan dentro de los elementos estructurales de las instalaciones. El Deperming es permanente y solo se realiza una vez, a menos que se realicen reparaciones importantes o modificaciones estructurales en el barco.

## Los primeros experimentos
Con la introducción de los barcos de hierro, se observó el efecto negativo del casco de metal en las  compases de la dirección . También se observó que los rayos tuvieron un efecto significativo en la desviación de la brújula, identificada en algunos casos extremos como causada por la inversión de la firma magnética de la nave. En 1866, Evan Hopkins de Londres registró una patente de un proceso «para despolarizar los recipientes de hierro y dejarlos libres de cualquier influencia perturbadora de la brújula a partir de entonces». La técnica se describe a continuación: Para este fin, empleó varias  celdas de Grove y electroimanes. Estos últimos debían pasarse a lo largo de las placas hasta que se hubiera obtenido el fin deseado ... el proceso no debe exagerarse por temor a volver a polarizarse en la dirección opuesta. Sin embargo, se informó que la invención era «incapaz de ser llevado a cabo con éxito», y «murió rápidamente muerte natural» .

## Monitores
En los últimos años, el uso más común de la desmagnetización era en televisores a color basados en  tubos de rayos catódicos —TRC— y monitores de computadora en color. Por ejemplo, muchos monitores usan una placa de metal cerca de la parte frontal del tubo para guiar los haces de electrones desde la parte posterior. Esta placa, la máscara de la sombra, puede captar fuertes campos externos y, desde ese punto, producir decoloración en la pantalla al impartir una desviación no deseada al haz de electrones.
Para minimizar este efecto, a los TRC se les instaló una bobina de cobre, o con frecuencia en el caso de electrodomésticos más baratos, de aluminio, enrollados alrededor de la parte frontal de la pantalla, conocida como la «bobina de desmagnetización». Los monitores sin una bobina interna se pueden desmagnetizar utilizando una versión de mano externa. Las bobinas de desmagnetización internas en los TRC son generalmente mucho más débiles que las bobinas de desmagnetización externas, ya que una bobina de desmagnetización mejor ocupa más espacio. Un degauss causa que un campo magnético dentro del tubo oscile rápidamente, con una amplitud decreciente. Esto deja a la máscara de sombra con un campo pequeño y algo aleatorizado, eliminando la decoloración.

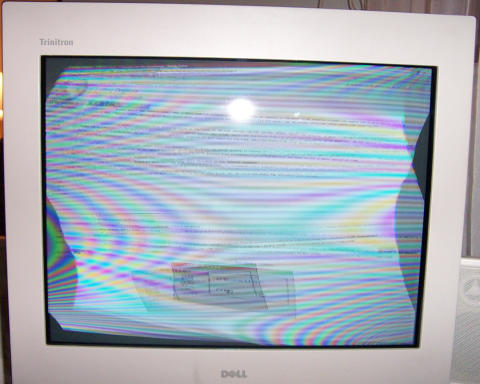
Una desmagnetización en progreso

Muchos televisores y monitores desmagnetizan automáticamente su tubo de imagen cuando están encendidos, antes de que se muestre una imagen. La alta corriente que se produce durante esta desmagnetización automática es la causa de un «ruido» audible o un zumbido fuerte, que se puede escuchar y sentir cuando los televisores y monitores de computadora TRC están encendidos. Visualmente, esto hace que la imagen se agite fuertemente durante un corto período de tiempo. Una opción de desmagnetización también suele estar disponible para selección manual en el menú de operaciones en dichos dispositivos.
En la mayoría de los equipos comerciales, el aumento de corriente en la bobina de desmagnetización está regulado por un simple dispositivo de termistor PTC , que inicialmente tiene una resistencia baja, pero cambia rápidamente a una resistencia alta debido al efecto de calentamiento del flujo de corriente. Dichos dispositivos están diseñados para una transición única de frío a caliente en el encendido por lo que "experimentar" con el efecto de desmagnetización encendiendo y apagando repetidamente el dispositivo, puede hacer que falle este componente. El efecto también será más débil, ya que el TRC no habrá tenido tiempo de enfriarse.

## Medios de almacenamiento magnético de datos
Los datos se almacenan en los  soportes magnéticos, como  discos duros, disquetes y cintas magnéticas, al hacer que áreas muy pequeñas llamadas dominios magnéticos cambien su alineación magnética para que se dirijan a un campo magnético aplicado. Este fenómeno ocurre de la misma manera que una aguja de la brújula apunta en la dirección del campo magnético de la Tierra. La desmagnetización, comúnmente llamada eliminación, deja los dominios en patrones aleatorios sin preferencia a la orientación, lo que hace que los datos anteriores sean irrecuperables. Hay algunos dominios cuya alineación magnética no es aleatoria después de desmagnetizar. La información que representan estos dominios se denomina comúnmente remanencia magnética o «magnetización remanente». La desmagnetización adecuada asegurará que no haya suficiente remanencia magnética para reconstruir los datos.
El borrado mediante desmagnetización se puede realizar de dos maneras: en el borrado por corriente alterna —CA—, el medio se desmagnetiza aplicando un campo alternativo que se reduce en amplitud con el tiempo desde un valor alto inicial, es decir, con alimentación de CA; en el borrado de corriente continua —CC— , el medio se satura aplicando un campo unidireccional, es decir, alimentado por CC o empleando un imán permanente. Un desmagnetizador es un dispositivo que puede generar un campo magnético para desmagnetizar medios de almacenamiento magnéticos.

### Daño irreversible en algunos tipos de medios
Muchas formas de medios de almacenamiento magnéticos genéricos pueden reutilizarse después de la desmagnetización, incluidas «cintas de audio de carrete a carrete», videocasetes VHS y disquetes. Estos tipos de medios más antiguos son simplemente un medio en bruto que se sobrescribe con patrones nuevos, creados por los cabezales de lectura y escritura de alineación fija.
Sin embargo, para ciertas formas de almacenamiento de datos informáticos, como las unidades de disco duro modernas y algunas unidades de cinta, la desmagnetización hace que los medios magnéticos sean completamente inutilizables y dañan el sistema de almacenamiento. Esto se debe a que los dispositivos tienen un mecanismo de posicionamiento del cabezal de lectura / escritura infinitamente variable que se basa en datos especiales de servocontrol que se debe grabar de forma permanente en el medio magnético. Estos datos de servo se escriben en el medio una sola vez en la fábrica utilizando un hardware de escritura de servo de propósito especial.
Normalmente, el dispositivo nunca sobrescribe los patrones de servo por cualquier motivo y se utilizan para colocar con precisión los cabezales de lectura / escritura sobre las pistas de datos, para compensar los movimientos repentinos del dispositivo, la expansión térmica o los cambios de orientación. La desmagnetización elimina de forma indiscriminada no solo los datos almacenados, sino también los datos del servocontrol, y sin los datos de servos el dispositivo ya no puede determinar dónde se deben leer o escribir los datos en el medio magnético. Los datos del servo deben reescribirse para volver a ser utilizables; con los discos duros modernos, esto generalmente no es posible sin un equipo de servicio específico del fabricante y, a menudo, específico del modelo.